# 봄에는 개나리
봄에는 개나리는 한국방송공사 1TV 특집드라마이다.

## 줄거리
조상대대로 고향을 지켜온 장노인 일가를 비롯해 평화롭게 살던 강변마을 주민들은 어느날 마을이 댐건설로 수몰지구가 된다는 소식이 전해지자 평소 감추어온 성격들을 노출하고 심각한 갈등이 일으키지만 그것 단지 소문이었음을 퍼진다.

## 제작진
- 연출: 김수동
- 극본: 차범석

## 출연진
- 신구 : 아버지 역
- 정애란 : 어머니 역
- 문오장 : 큰아들 역
- 김난영 : 큰며느리 역
- 박근형 : 둘째아들 역
- 정영숙 : 둘째며느리 역
- 서인석 : 셋째아들 역
- 김윤미 : 이복동생 역
- 정해창 : 큰 사위 역
- 황정아 : 큰 딸 역
- 연규진 : 둘째 사위 역
- 연운경 : 둘째 딸 역
- 강효실 : 중매 아줌마 역
- 김성환 : 머슴 역
- 이덕희 : 유산댁 역
- 이한수 : 비서 역
- 한명순 : 간호원 역
- 이승현 : 큰손자 역
- 이성호 : 외손자 역
- 안문숙 : 큰손녀 역
- 권영희 : 외손녀 역
- 문창길 : 애인 역
- 김근희